# Diplodactylidae
Diplodactylidae é uma família de répteis escamados pertencentes à subordem Scleroglossa.
Inclui vinte e dois gêneros:
- Bavayia Roux, 1913
- Correlophus Guichenot, 1866
- Crenadactylus Storr, 1978
- Dactylocnemis Steindachner, 1867
- Dierogekko Bauer et al., 2006
- Diplodactylus Gray, 1832
- Eurydactylodes Wermuth, 1965
- Hoplodactylus Fitzinger, 1843
- Lucasium Wermuth, 1965
- Mniarogekko Bauer, Whitaker, Sadlier & Jackman in Bauer et al., 2012
- Mokopirirakau Nielsen, Bauer, Jackman, Hitchmough & Daugherty, 2011
- Naultinus Gray, 1842
- Oedura Gray, 1842
- Oedodera Bauer, Jackman, Sadlier & Whithaker, 2006
- Paniegekko Bauer et al., 2012
- Pseudothecadactylus Brongersma, 1936
- Rhacodactylus Fitzinger, 1843
- Rhynchoedura Günther, 1867
- Strophurus Fitzinger, 1843
- Toropuku Nielsen, Bauer, Jackman, Hitchmough & Daugherty, 2011
- Tukutuku Nielsen, Bauer, Jackman, Hitchmough & Daugherty, 2011
- Woodworthia Garman, 1901